# Francesco Brandileone
Francesco Brandileone (Buonabitacolo, 25 gennaio 1858 – Napoli, 18 aprile 1929) è stato uno storico italiano del diritto.

## Biografia
Nacque nel 1858 a Buonabitacolo in provincia di Salerno. Si laureò all'Università di Napoli in giurisprudenza nel 1883 con il prof. Francesco Pepere.
Iniziò la propria carriera accademica come professore incaricato di storia del diritto italiano presso l'università di Macerata; nel 1886 si trasferì a Sassari, poi a Parma dal 1888 al 1906, quindi a Bologna dove insegnò diritto ecclesiastico dal 1906 al 1916, poi storia del diritto italiano fino al 1921, quindi a Roma per otto anni fino alla morte.
Nel 1906 divenne socio dell'Accademia delle Scienze di Torino.
Morì nel 1929 a Napoli.

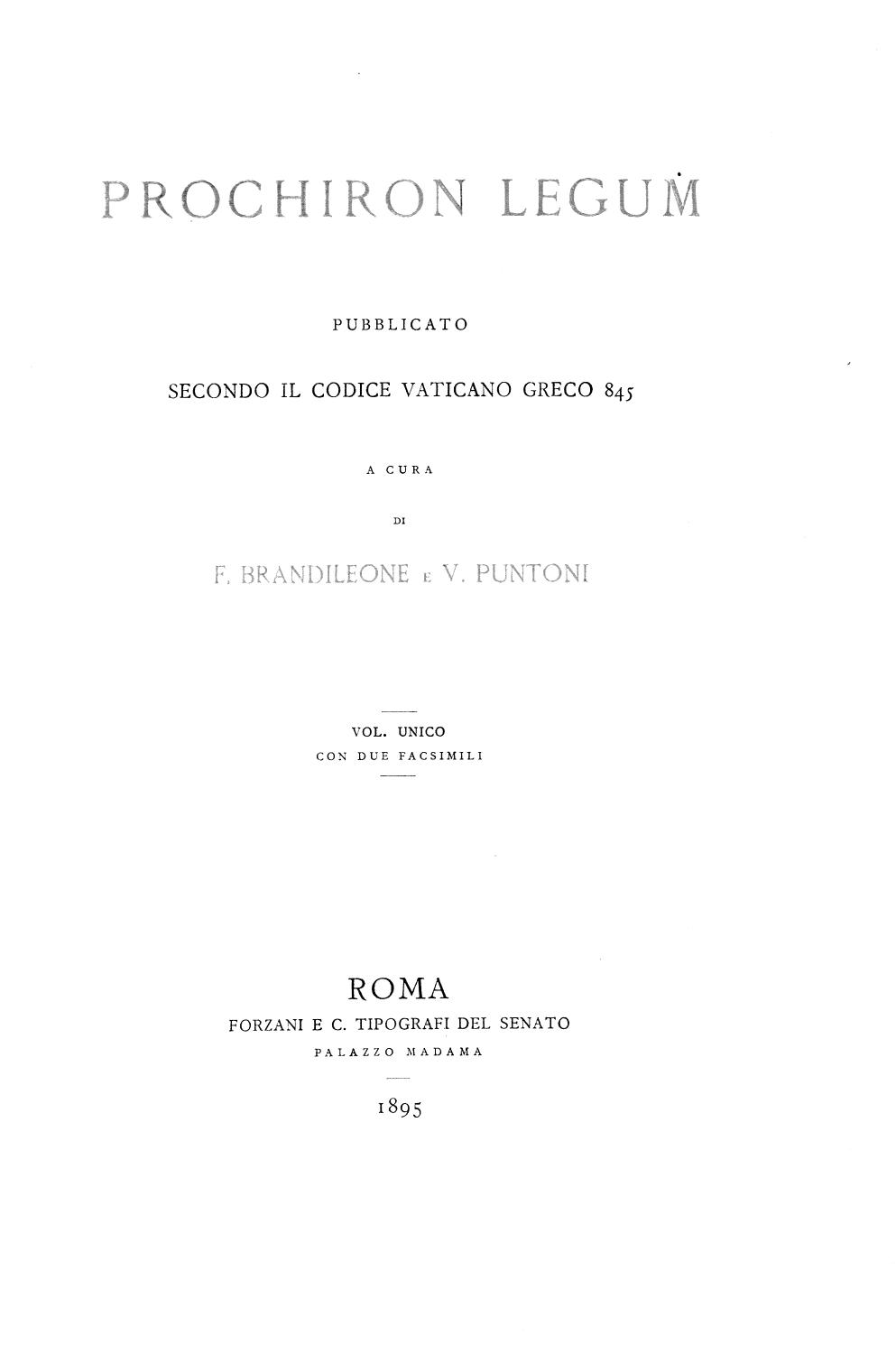
Prochiron legum, 1895

Una parte rilevante delle sue opere riguarda lo studio del diritto bizantino, ma si occupò ampiamente di diritto privato italiano e scrisse opere sul diritto canonico.

## Opere
- Il diritto romano nelle leggi normanne e sveve del regno di Sicilia, Torino, Fratelli Bocca, 1884.
- Il diritto bizantino nell'Italia meridionale dal sec. VIII al XII, Bologna, 1886.
- (GRC) Francesco Brandileone e Vittorio Puntoni (a cura di), Prochiron Legum pubblicato secondo il cod. Vat. gr. 845, Roma, Forzani e C. tipografi del Senato, 1895.
- Saggi sulla storia della celebrazione del matrimonio, Milano, 1906.